# Attaque du 29 novembre 2019 à La Haye
L'attaque du 29 novembre 2019 à La Haye est une attaque au couteau survenue à La Haye, aux Pays-Bas, dans un grand magasin de la Grote Marktstraat (artère très fréquentée du plus grand quartier commerçant de la ville) et ayant fait 3 blessés.

## Contexte
L'attaque a lieu quelques heures après une attaque terroriste à Londres ayant fait 2 morts et 3 blessés.
Le 25 novembre, la police néerlandaise affirme avoir arrêté deux hommes soupçonnés de préparer une attaque terroriste à la fin de l'année

## Déroulement
Un homme attaque 3 personnes au couteau dans un grand magasin de la Grote Marktstraat dans la soirée du 29 novembre 2019, avant de s'enfuir. 2 adolescents poignardés réussissent à se réfugier dans le bâtiment.

## Bilan
Un adolescent de 13 ans et deux jeunes filles de 15 ans sont blessés et ont tous pu sortir de l'hôpital.

## Enquête
Le 29 novembre, l'auteur de l'attaque était toujours en fuite et été recherché par la police qui envisage tous les scénarios. La police avait initialement décrit l'auteur comme un homme étant âgé de 45 à 50 ans, « un homme au teint légèrement basané », qui portait un manteau noir, un pantalon de jogging gris et une écharpe mais se ravise, des investigations approfondies étant en cours.
Le 30 novembre, la police arrête un homme de 35 ans sans domicile fixe soupçonné d'être impliqué dans l'attaque.